# Mitra Jashni
Mitra Jashni (persa: میترا جشنی)  (Mashad, 16 de desembre de 1976) és una pintora, professora d'art, traductora i autora kurda iraniana.
Ha treballat com a artista i ha participat en activitats artístiques a l'Iran, Canadà, Amèrica del Sud i Europa. El 2008 va estudiar un màster en pintura i art de la Universitat Soore, de Teheran. Va ser la fundadora de l'Institut d'Art Cultural a Teheran. A més, va ser gerent de projectes fins que va deixar el seu país el 2010. Com a artista i activista cultural, va trobar molts testimonis d'opressió. Després va viure durant quatre anys a l'Equador, fins al juny del 2014, treballant com a artista i també com a professora d'història i filosofia.
Aquest distanciament del seu país es reflecteix en la seva obra; en la seva pintura retrata personatges sense sexualitat: dones espantades, que usen màscares en els seus rostres per a relacionar-se amb el món exterior.
Des del 2015 és resident als Països Baixos, on espera obtenir-ne la nacionalitat, i treballa com a coordinadora de programes d'art a l'ONG nacional holandesa Vrolijkheid.